# Villiers-le-Roux
Villiers-le-Roux é uma comuna francesa na região administrativa da Nova Aquitânia, no departamento de Charente. Estende-se por uma área de 4,84 km². Em 2010 a comuna tinha 139 habitantes (densidade: 28,7 hab./km²).